# V361 Весов
V361 Весов (лат. V361 Librae) — одиночная переменная звезда в созвездии Весов на расстоянии (вычисленном из значения параллакса) приблизительно 4135 световых лет (около 1268 парсеков) от Солнца. Видимая звёздная величина звезды — от +13,1m до +11,9m.

## Характеристики
V361 Весов — оранжевая пульсирующая полуправильная переменная звезда типа SRB (SRB) спектрального класса K. Эффективная температура — около 3600 К.